# Lukas Watzenrode der Ältere
Lukas oder Lucas Watzenrode der Ältere (* 1400 in Thorn im Kulmerland, Preußen; † 1462 in Thorn) war Bürger und Handelsmann in Thorn. Er war Vater des Fürstbischofs von Ermland Lucas Watzenrode (der Jüngere) und Großvater des Astronomen Nikolaus Kopernikus.

## Leben
Die Familie stammte aus Wazygenrode, später Weizenrodau in Schlesien. Im Thorner Bürgerbuch war der Vater, der in der Seglergasse wohnte, als Landbesitzer, Geschäftsmann, Richter, Stadtrat usw. registriert. Watzenrode heiratete Katharina von Rüdiger 1436. Das Thorner Bürgerbuch zeigt, dass er und andere Thorner im Jahre 1448 nach Limburg zum Gericht berufen wurden. Im Preußischen Städtekrieg gewährte er, wie andere Bürger auch, der Stadt Thorn finanzielle Unterstützung.
Lukas und Katharina hatten eine Tochter namens Barbara. Diese heiratete Niclas Koppernigk. Eines der vier Kinder, das ursprünglich den gleichen Namen wie der Vater trug, war der  Astronom Nikolaus Kopernikus.
Katharinas Schwester Christina heiratete Tideman (Tilman) von Allen, einer angesehenen Patrizierfamilie gleichfalls in Thorn. Christina und Tidemans Tochter Cordula von Allen heiratete Reinhold Feldstedt, welcher 1468 in Danzig geboren war und in Danzig im Jahre 1529 starb. Deren Tochter Katharina Feldstedt heiratete Herman Giese, geboren 1523 in Danzig. Der Bischof von Ermland Tiedemann Giese, war ein Nachkomme.